# Тищенко Олег Іванович
Ол́ег Ів́анович Т́ищенко (нар. 12 квітня 1942, місто Маріуполь, Донецька область) — український політик. Колишній народний депутат України. Член партії ВО «Батьківщина», керівник департаменту Виконавчого секретаріату Політради.

## Біографія
Закінчив факультет літаючих апаратів Московського авіаційного інституту.
У 2007 році був обраний народним депутатом України на позачергових виборах за списком блоку Юлії Тимошенко (БЮТ) за № 176, однак до ВРУ не потрапив, оскільки загальна чисельність народних депутатів України від блоку склала 156, і тільки згодом, у липні 2009 році, після здачі мандату Лозинським, отримав посвідчення народного депутата України.